# Liste der Baudenkmale in Winkelsett
In der Liste der Baudenkmale in Winkelsett sind die Baudenkmale der niedersächsischen Gemeinde Winkelsett und ihrer Ortsteile aufgelistet. Der Stand der Liste ist der 8. Juni 2022. Die Quelle der Baudenkmale ist der Denkmalatlas Niedersachsen.

## Allgemein
In den Spalten befinden sich folgende Informationen:
- Lage: die Adresse des Baudenkmales und die geographischen Koordinaten. Kartenansicht, um Koordinaten zu setzen. In der Kartenansicht sind Baudenkmale ohne Koordinaten mit einem roten Marker dargestellt und können in der Karte gesetzt werden. Baudenkmale ohne Bild sind mit einem blauen Marker gekennzeichnet, Baudenkmale mit Bild mit einem grünen Marker.
- Bezeichnung: Bezeichnung des Baudenkmales
- Beschreibung: die Beschreibung des Baudenkmales. Unter § 3 Abs. 2 NDSchG werden Einzeldenkmale und unter § 3 Abs. 3 NDSchG Gruppen baulicher Anlagen und deren Bestandteile ausgewiesen.
- ID: die Objekt-ID des Baudenkmales
- Bild: ein Bild des Baudenkmales, ggf. zusätzlich mit einem Link zu weiteren Fotos des Baudenkmals im Medienarchiv Wikimedia Commons. Wenn man auf das Kamerasymbol klickt, können Fotos zu Baudenkmalen aus dieser Liste hochgeladen werden:

## Reckum

### Gruppe: Hofanlage Heitzhausen
Baudenkmal (Gruppe):

| Lage                                          | Bezeichnung           | Beschreibung | ID       | Bild |
| --------------------------------------------- | --------------------- | ------------ | -------- | ---- |
| Zum Heitzhausen 1 52° 52′ 27″ N, 8° 28′ 59″ O | Hofanlage Heitzhausen |              | 35951081 | BW   |

Baudenkmale (Einzeln):

| Lage                                          | Bezeichnung              | Beschreibung | ID       | Bild |
| --------------------------------------------- | ------------------------ | ------------ | -------- | ---- |
| Zum Heitzhausen 1 52° 52′ 26″ N, 8° 28′ 59″ O | Wohn-/Wirtschaftsgebäude |              | 35980174 | BW   |
| Zum Heitzhausen 1 52° 52′ 26″ N, 8° 28′ 57″ O | Backhaus                 |              | 35980203 | BW   |
| Zum Heitzhausen 1 52° 52′ 27″ N, 8° 29′ 1″ O  | Scheune                  |              | 35980230 | BW   |

### Gruppe: Hofanlage Reckum 9
Baudenkmal (Gruppe):

| Lage                                | Bezeichnung        | Beschreibung | ID | Bild |
| ----------------------------------- | ------------------ | ------------ | -- | ---- |
| Reckum 9 52° 52′ 11″ N, 8° 29′ 2″ O | Hofanlage Reckum 9 |              |    | BW   |

Baudenkmale (Einzeln):

| Lage                                | Bezeichnung   | Beschreibung                                                                                                   | ID       | Bild |
| ----------------------------------- | ------------- | --- | -------- | ---- |
| Reckum 9 52° 52′ 10″ N, 8° 29′ 3″ O | Scheune       | Scheune von 1910 gegenüber dem Hof, verbohltes Fachwerkhaus mit Querdurchfahrt, Satteldach und niedrigem Anbau | 38331910 | BW   |
| Reckum 9 52° 52′ 11″ N, 8° 29′ 1″ O | Backhaus      | Fachwerkhaus von 1880 mit Satteldach und Backofenanbau                                                         | 38331891 | BW   |
| Reckum 9 52° 52′ 12″ N, 8° 29′ 1″ O | Wohnhaus      | Haus von 1922 mit Krüppelwalmdach                                                                              | 38331867 | BW   |
| Reckum 9 52° 52′ 12″ N, 8° 29′ 2″ O | Stall         | Stall, der noch 1942 während des Krieges anstelle des kriegszerstörten Wirtschaftsgebäudes entstand            | 38331797 | BW   |
| Reckum 9 52° 52′ 11″ N, 8° 29′ 3″ O | Schweinestall | | 38331945 | BW   |

### Gruppe: Schafstall mit Wohnhaus
Baudenkmal (Gruppe):

| Lage                        | Bezeichnung             | Beschreibung | ID       | Bild |
| --------------------------- | ----------------------- | ------------ | -------- | ---- |
| 52° 50′ 55″ N, 8° 30′ 24″ O | Schafstall mit Wohnhaus |              | 35950811 | BW   |

Baudenkmale (Einzeln):

| Lage                                       | Bezeichnung | Beschreibung | ID       | Bild |
| ------------------------------------------ | ----------- | ------------ | -------- | ---- |
| Logestraße 1 D 52° 50′ 54″ N, 8° 30′ 24″ O | Wohnhaus    |              | 35979847 | BW   |
| Logestraße 1 D 52° 50′ 55″ N, 8° 30′ 25″ O | Schafstall  |              | 35979822 | BW   |

### Baudenkmale (Einzeln)
| Lage                                            | Bezeichnung              | Beschreibung | ID       | Bild |
| ----------------------------------------------- | ------------------------ | --- | -------- | ---- |
| Reckum 6 52° 52′ 6″ N, 8° 29′ 42″ O             | Schafstall               | | 35979775 | BW   |
| Logestraße 5 52° 50′ 59″ N, 8° 29′ 28″ O        | Wohn-/Wirtschaftsgebäude | Das Wohn- und Wirtschaftsgebäude Logestraße 5 ist ein Zweiständerhallenhaus von 1778 in Fachwerk mit Steinausfachungen, teils verbohlter Giebel und Satteldach. | 35979798 | BW   |
| Zum Heitzhausen 1 A 52° 52′ 52″ N, 8° 29′ 10″ O | Heuerhaus                | Das Heuerhaus Zum Heitzhausen 1A ist ein Backsteinbau von 1913 in der Art eines Hallenhauses mit Stallanbau, beide mit Satteldach.                              | 47027180 | BW   |

## Winkelsett

### Baudenkmale (Einzeln)
| Lage                                        | Bezeichnung              | Beschreibung | ID       | Bild |
| ------------------------------------------- | ------------------------ | --- | -------- | ---- |
| Wohlde 7 52° 53′ 35″ N, 8° 31′ 5″ O         | Wohn-/Wirtschaftsgebäude | Das Wohn- und Wirtschaftsgebäude Wohlde 7 wurde um 1850 als Zweiständerhallenhaus in Fachwerk mit Steinausfachungen mit Krüppelwalmdach errichtet.                                         | 35979944 | BW   |
| Barjenbruch 1 52° 52′ 56″ N, 8° 31′ 23″ O   | Wohn-/Wirtschaftsgebäude | Das Wohn- und Wirtschaftsgebäude Barjenbruch 1 von 1826 ist ein Vierständerhallenhaus in Fachwerk mit Steinausfachungen und Satteldach; markantes quadratisches Fachwerk in Giebeldreieck. | 35979920 | BW   |
| Kieselhorst 2 A 52° 50′ 25″ N, 8° 32′ 22″ O | Speicher                 | Fachwerkhaus von 1701 in Wandständerkonstruktion mit Lehmausfachungen, teils verbohlten Giebel und Satteldach                                                                              | 35979714 | BW   |
| Kieselhorst 2 A 52° 50′ 23″ N, 8° 32′ 21″ O | Backhaus                 | Fachwerkhaus von 1712 mit Lehmausfachungen und Satteldach | 35979744 | BW   |
| Kieselhorst 1 A 52° 50′ 24″ N, 8° 32′ 34″ O | Scheune                  | Fachwerkscheune von um 1790 mit reetgedecktem Walmdach und Querdurchfahrt | 35979897 | BW   |